# シンク (ローリング・ストーンズの曲)
「シンク」（Think）は、ローリング・ストーンズが1966年に発表した楽曲。ミック・ジャガーとキース・リチャーズの共作で、ローリング・ストーンズと同様アンドリュー・ルーグ・オールダムのマネージメントに所属していた歌手、クリス・ファーロウによるカヴァーが1966年1月にシングルとしてリリースされた。同年にはローリング・ストーンズのヴァージョンもアルバム『アフターマス』で発表されている。
ファーロウのヴァージョンはブラス・セクションがフィーチャーされ、作者のジャガーとリチャーズもサウンド・プロデュースに参加した。シングルA面曲として発表されると、1966年1月にはファーロウにとって初の全英シングルチャート入りを果たし、2月10日付のチャートで37位を記録した。
ローリング・ストーンズのヴァージョンは1965年12月のセッションでレコーディングされ、ファズが導入されて、アルバム『アフターマス』のイギリス盤/アメリカ盤の両方に収録された。
2003年には、The Little KillersがThe Dartford Renegadesとのスプリット・シングルに「シンク」のカヴァーを収録した。